# Aeroportul Araripina
Aeroportul Araripina (IATA: JAW, ICAO: SNAB) este un aeroport din Pernambuco, Brazilia ce deservește zona Araripina. Aeroportul a fost tranzitat în 2022 de 139 de pasageri. A fost numit după zona deservită.
Situat la o altitudine de 669 m, aeroportul dispune de 1 pistă.

## Infrastructură

### Piste
Aeroportul dispune de o singură pistă. Pista 13/31 are suprafața de asfalt și dimensiunile 1.247 m × 26 m. 